# Westmalle (cerveza)

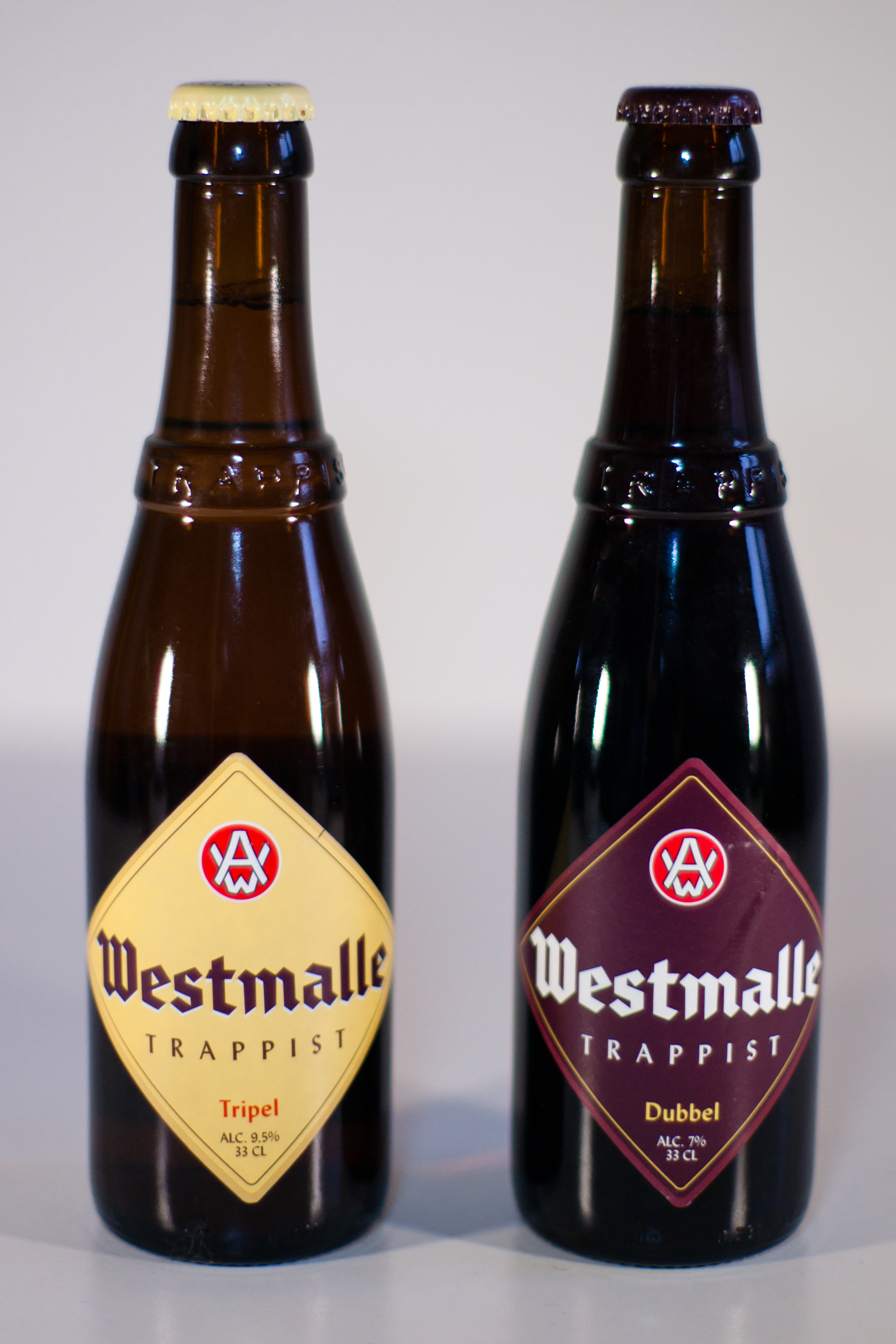
Las dos cervezas Westmalle: Dubbel y Tripel

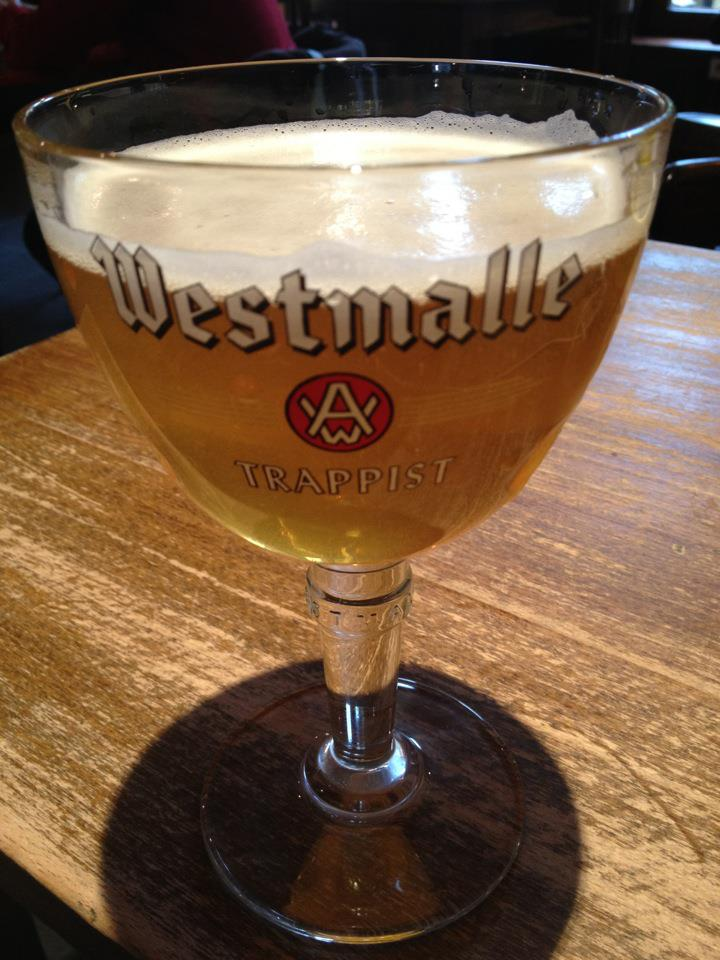
Vaso de la cerveza Westmalle en forma de cáliz.

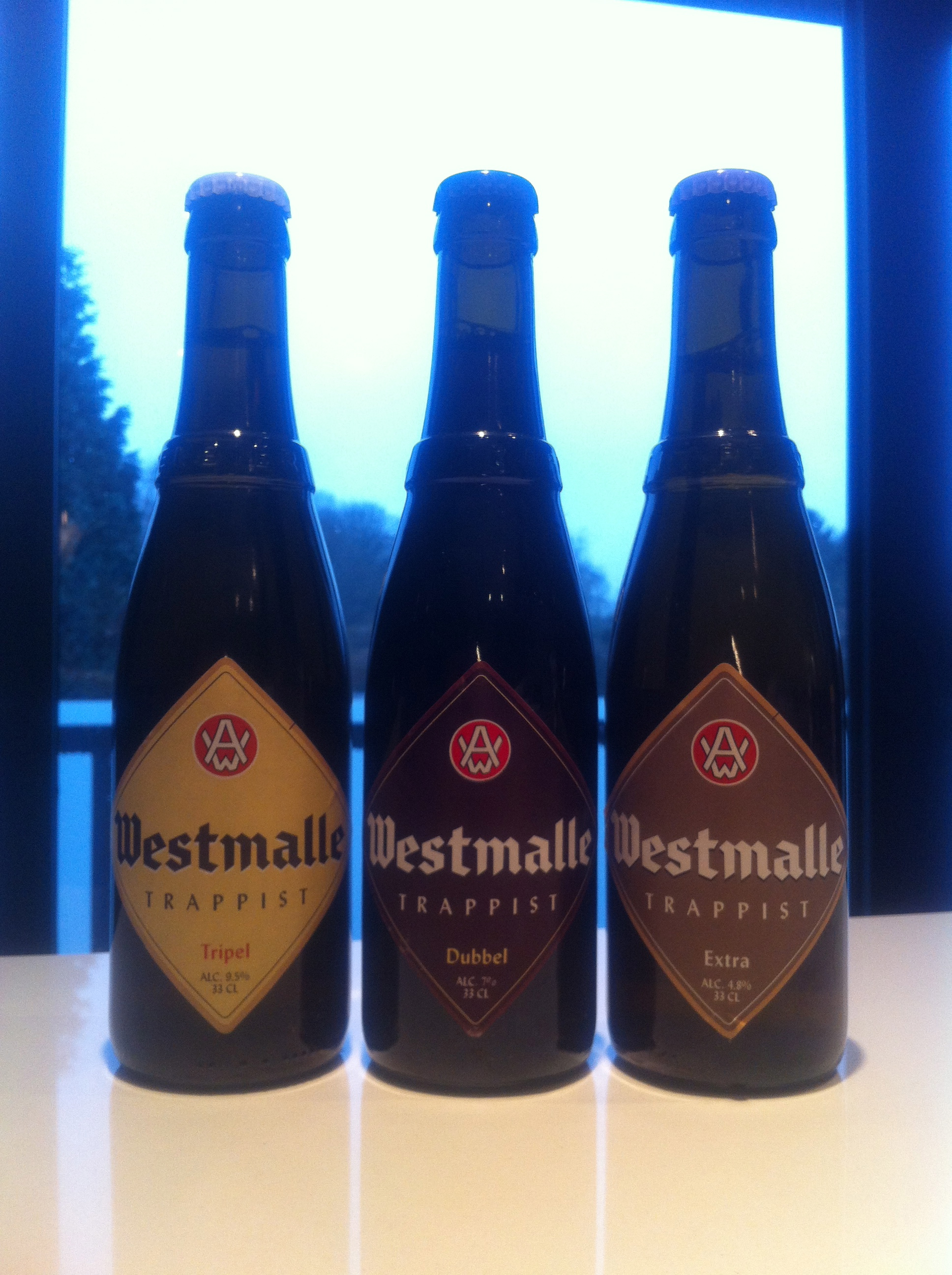
Las tres variedades.

Westmalle es un tipo de cerveza trapense producida en la Cervecería Westmalle (Brouwerij der Trappisten van Westmalle) dentro de los muros de la Abadía de Westmalle, Bélgica. Produce cuatro cervezas, que llevan el sello de Auténtico producto trapista por la Asociación Internacional Trapense. Westmalle Tripel fue la primera golden strong pale ale que empleó el término tripel.

## Historia
La abadía trapense de Westmalle (oficialmente llamado Abdij Onze-Lieve-Vrouw van het Heilig Hart van Jezus) fue fundada el 6 de junio de 1794, pero la comunidad no fue elevada al rango de abadía trapense hasta el 22 de abril de 1836. Martinus Dom, el primer abad, decidió que la abadía iba a elaborar su propia cerveza, ya que  el suelo y el clima de la región no permitían el cultivo de uvas para la elaboración de vino. Es por eso por lo que los monjes empezaron a elaborar cerveza para consumo propio.  La primera cerveza fue elaborada en el 1 de agosto de 1836 y la primera fue bebida el 10 de diciembre de 1836. Los primeros cerveceros fueron el padre Bonaventura Hermans y Albericus Kemps. La primera cerveza fue descrito como la ligera en alcohol y más bien dulce. Por el año 1856, los monjes añadieron una segunda cerveza: el primera cerveza fuerte de color marrón. Esta cerveza tostada considerada hoy en día como la primera dubel (dubbel, en holandés). La dubbel actual se deriva a partir de una receta elaborada por primera vez en 1926. Las ventas a nivel local comenzaron en 1856, y la venta más antigua registrada tuvo lugar el 1 de enero de 1861. La cervecería se amplió y reconstruyó en el año 1865, siguiendo los modelos marcados por los trapistas de la localidad de Forges (cerca de Chimay). El padre Ignacio van Ham se unió al equipo de fabricación de cerveza. La comercialización y venta a los distribuidores comenzó en 1921. En 1933 se construyó una nueva fábrica de cerveza y en 1934 la fábrica de cerveza elaborada una pale ale fuerte de 9.5% alc. vol dándole el nombre tripel, lo que se considera el primer uso moderno del nombre. La fábrica de cerveza fue remodelada en 1991. Actualmente cuenta con una capacidad de embotellado de 45.000 botellas por hora, y una producción anual de 120.000 hl (en 2004).
La mayoría de los trabajadores en la fábrica de cerveza no son monjes, sino personal secular de fuera del monasterio. Hay un total de 22 monjes y 40 de personal externo.

## Productos
La fábrica produce cuatro cervezas. Westmalle Dubbel es una dubbel de 7%. Westmalle Tripel es una tripel de 9.5%, que fue elaborada por primera vez en 1934 y la receta no ha cambiado desde 1956. Está hecha con azúcar candi y tiene un color pálido debido a que se emplean maltas pilsener de color claro. Se emplean lúpulos Styrian Goldings junto con algunas variedades alemanas así como el lúpulo clásico Saaz tipo pilsener. Después de una larga fermentación secundaria Westmalle Tripel es embotellado con una dosis de azúcar y levadura. Westmalle Extra es una cerveza de 5% vol. alc. con disponibilidad limitada, conocida como patersbier. Se ha especulado que la elección de Westmalle de producir tres tipos de cervezas se basa en la Santísima Trinidad.
La abadía también produce leche y queso.